# Ilimpeja
Die Ilimpeja (russisch Илимпея) ist ein 611 km langer linker Nebenfluss der Unteren Tunguska in Mittelsibirien (Russland, Asien).

## Verlauf
Die Ilimpeja entfließt in etwa 470 m einem kleinen See unterhalb des flachen Kammes Uramakit, etwa 270 km Luftlinie südöstlich der Siedlung Tura, Verwaltungszentrum des früheren Autonomen Kreises der Ewenken, heute Ewenkischer Rajon der Region Krasnojarsk. Quelle und gesamter Flusslauf liegen im zentralen Teil des Mittelsibirischen Berglands.
Die Ilimpeja fließt zunächst mehr als 100 Kilometer in südlichen bis südöstlichen Richtungen, wendet sich dann aber scharf nach Norden. Diese generelle Fließrichtung behält sie, mit vielen weiten Bögen durch die Taigalandschaft des Mittelsibirischen Berglandes im gesamten weiteren Verlauf bei. Auf mehreren Abschnitten, so im Unterlauf, ist das Tal eng und felsig; dort haben sich Stromschnellen ausgebildet. Der Fluss mündet schließlich mit zwei Armen etwa 300 Kilometer oberhalb (ostsüdöstlich) von Tura in den großen Jenissei-Zufluss Untere Tunguska (Nischnjaja Tunguska), gut fünf Kilometer unterhalb des am linken Tunguska-Ufer gelegenen Dorfes Jukta.
In Mündungsnähe ist die Ilimpeja mehr als 150 Meter breit und zwei Meter tief, und die Fließgeschwindigkeit beträgt dort 0,8 m/s.

## Hydrologie
Das Einzugsgebiet der Ilimpeja umfasst 17.400 km². Ihre bedeutendsten Nebenflüsse sind Umnonga, Limptekan, Sungnumo und Dywengne von links sowie der Tschungtuke von rechts.
Der Fluss friert von Ende Oktober bis Anfang Mai zu.

## Nutzung und Infrastruktur
Die Ilimpeja ist wegen ihrer Stromschnellen wenig oberhalb der Mündung nicht schiffbar.
Das durchflossene Gebiet ist extrem dünn von halbnomadisch lebenden Rentierzüchtern besiedelt. Im gesamten Einzugsgebiet des Flusses gibt es keine Ortschaften. Einzige Ortschaft in der Nähe ist das unweit der Ilimpeja-Mündung an der Unteren Tunguska gelegene Dorf Jukta mit 134 Einwohnern. Dementsprechend fehlt im Gebiet jegliche Infrastruktur.